# Свободная демократическая партия (Германия)
Свободная демократическая партия Германии (СвДП) (нем. FDP, Freie Demokratische Partei) — либеральная партия в Германии, основана 11 декабря 1948 года. Членами СвДП был первый (Теодор Хойс) и четвертый (Шеель, Вальтер) президенты ФРГ. С 6 ноября 2024 года находится в оппозиции.

## История

### Предыстория
В 1859 году была основана Германская национальная Ассоциация (Deutscher Nationalverein), в 1861 году она распалась на Германскую прогрессивную партию (Deutsche Fortschrittspartei, DFP, ГПП) и Национал-либеральную партию (Nationalliberale Partei).
В 1880 году от Национал-либеральной партии откололось её левое крыло образовав Либеральный союз (Liberale Vereinigung). В 1884 году ГПП и Либеральный союз объединились, образовав Немецкую партию свободомыслящих (Deutsche Freisinnige Partei, DFP, ГСМП), но в 1893 году она распалась на Народную партию свободомыслящих (Freisinnige Volkspartei) и Союз свободомыслящих (Freisinnige Vereinigung). В 1911 году обе партии свободомыслящих объединились с Немецкой народной партией (Deutsche Volkspartei, DVP) основанной в 1868 году, в Прогрессивную народную партию (Fortschrittliche Volkspartei, FVP), которая в 1918 году после объединения с частью левых членов Национал-либеральной партии была переименована в Немецкую демократическую партию (Deutsche Demokratische Partei). В 1930 году НДП объединилась с Младогерманским орденом в Немецкую государственную партию (Deutsche Staatspartei, DStP), при этом, часть членов НДП, несогласных с объединением, образовали Радикально-демократическую партию.
В 1918 году Национал-либеральная партия после объединения с левыми членами Свободной консервативной партии была переименована в Немецкую народную партию (Deutsche Volkspartei, DVP).
В 1933 году НДП, РДП, ННП самораспустились. В 1945 году НДП была воссоздана, но большая часть её руководства совместно с частью членов ННП образовали Свободную демократическую партию со своим руководством в каждой из западных зон оккупации и Либерально-демократическую партию в советской зоне оккупации. Свободная демократическая партия была основана 11 декабря 1948 года путём объединения трёх зональных СвДП. Кроме них, в СвДП вошли Либерально-демократическая партия Гессена, Либеральная партия Рейнланда, Социальный народный союз Рейнланда, Бременская демократическая народная партия, Демократическая народная партия и Демократическая партия Бадена.

### СвДП в Западной Германии
Одна из крупнейших партий Западной Германии, третья по величине (после СДПГ и ХДС/ХСС) партия страны. Придерживается либеральной политики: уменьшение налогов, уменьшение влияния государства на экономическую политику, поощрение крупного и мелкого предпринимательства. Экономический девиз СвДП — «Столько государства, сколько необходимо, но так мало, как это возможно». Основную поддержку находит у предпринимателей и среди менеджеров крупных компаний.
Немецкая политическая система традиционно имела две основные партии: левоцентристскую СДПГ и консервативную ХДС/ХСС. Между тем, система выборов требовала от партий, участвовавших в выборах, набрать больше половины голосов избирателей — только так можно было начать формировать правительство. После того, как с середины 1960-х гг. ни СДПГ, ни ХДС/ХСС уже не набирали 50 % голосов немцев, существенно возросла роль СвДП, которая, имея лишь 5-7 % голосов, могла примыкать то к одной, то к другой партии, обеспечивая им, таким образом, победу на выборах, что послужило причиной прозвищ СвДП «делатель королей» и «маленькая гирька».
С 1969 года по 1982 год СвДП была в правящей коалиции с СДПГ, участвовала в принятии шагов к улучшению отношений с СССР и другими странами ОВД. Она опиралась на основанную ещё в 1919 году в качестве молодёжной структуры Немецкой демократической партии организацию «Молодые демократы» (JuDos), придерживавшуюся леволиберального курса. В противовес ей в 1979—1980 году была создана праволиберальная федерация «Молодые либералы» (JuLis).
В 1982 году вышла из коалиции с СДПГ и примкнула к блоку ХДС/ХСС, что вызвало раскол с JuDos и в самой партии: в итоге, некоторые члены перешли в СДПГ (и даже сам генеральный секретарь СвДП Гюнтер Ферхойген), а другие (например, Клаудия Рот) примкнули к новой партии «Зелёных». Поддержка со стороны СвДП обеспечила ХДС/ХСС победу на выборах, и с 1982 года по 1998 год СвДП формировала правительство — уже в коалиции с ХДС/ХСС. Таким образом, благодаря смене партнера по коалиции, СвДП формировала правительство ФРГ на протяжении почти тридцати лет: с 1969 года по 1998 год.
В результате вхождения ГДР в состав ФРГ в 1990 году в состав СвДП были приняты две партии бывшей ГДР: Либерально-демократическая партия (ГДР) и Национально-демократическая партия Германии.

### СвДП в объединённой Германии
После появления на политической арене партии «Союз 90 / Зелёные» роль СвДП как «делателя королей» существенно уменьшилась. Новые выборы в 1998 году выиграла коалиция СДПГ/зелёные во главе с Герхардом Шрёдером, остававшаяся у власти до 2005 года, когда были объявлены досрочные выборы в парламент. На выборах 2005 года СвДП показала отличный результат в 11 % — фактически, СвДП была единственная из четырёх лидирующих партий, показавшая прирост количества голосов избирателей. Однако это победа оказалась пирровой: из-за того, что союзники СвДП, блок ХДС/ХСС под руководством Ангелы Меркель получил существенно меньше голосов, чем планировалось, коалиция ХДС/ХСС/СвДП не набрала в сумме абсолютного большинства в бундестаге, необходимого для формирования правительства. После длительных переговоров с социал-демократами ХДС/ХСС расторгла коалицию со свободными демократами и сформировала правительство так называемой «Большой коалиции»: ХДС/ХСС/СДПГ.
На федеральных выборах 2009 года СвДП получила 14,6 % голосов и 93 депутатских мандата — все 93 по партийному списку. Партия пользуется меньшей поддержкой на территории бывшей ГДР, чем в среднем по стране. Минимальное число голосов за партию было отдано в земле Бранденбург (9,3 %), а максимальное — в земле Баден-Вюртемберг (18,8 %).
5 декабря 2009 года скончался один из влиятельнейших руководителей СвДП, её почётный председатель граф Отто Ламбсдорф (1926—2009), игравший важную роль в политике партии и страны в течение нескольких десятилетий.

### Электоральная катастрофа СвДП
На выборах в бундестаг 2013 года партия набрала 4,8 % и впервые не прошла в парламент Германии. Провал на выборах в бундестаг не стал неожиданным. С конца 2010 года СвДП теряет поддержку избирателей, с тех пор прошли выборы в ландтаги во всех 16 землях, в 10 землях СвДП не смогла получить депутатских мандатов. Например, в Берлине на земельных выборах 18 сентября 2011 года СвДП набрала всего 1,2 % вместо 7,6 % на предыдущих выборах, а в Баварии 15 сентября 2013 года 3,3 % вместо 8 %. После провала на выборах в ландтаг Саксонии 31 августа 2014, где СвДП набрала 3,8 % и не смогла провести депутатов, партия не будет входить ни в одно земельное правительство.
На выборах в Европарламент 2014 года партия набрала 3,40 % голосов, получив 3 места из 96 отведённых Германии.
На выборах в ландтаги в 2015 и 2016 годах партия прошла в 6 из 7 земельных парламентов, её лучшим результатом стали 8,3 % голосов, полученных в Нижней Саксонии. После выборов 2016 года СвДП представлена в 9 из 16 земельных парламентов Германии.

### Участие в "Светофорной коалиции"
После парламентских выборов 2021-го партия сформировала коалицию с Социал-демократической партией и Зелёными, которая получила название "светофорная", по основным цветам партий (СДПГ — красный, Союз 90/Зелёные — зелёный и Свободная демократическая — жёлтый). Лидер партии Кристиан Линднер стал министром финансов. Помимо него, в кабинет вошли ещё три представителя Свободных демократов. Осенью 2024 правящая коалиция распалась. По данным немецких СМИ, СВДП осознанно, в течение нескольких недель провоцировала распад коалиции. Министры от СВДП были уволены Шольцем 7 ноября. После провала вотума доверия правительству Шольца, 20 декабря президент Штайнмайер распустил Бундестаг.
На досрочных парламентских выборах 23 февраля 2025 партия во второй раз в истории потеряла представительство в Бундестаге, не набрав минимум 5% голосов (результат партии — 4,33%). После объявления итогов выборов, лидер партии Кристиан Линднер объявил о своей отставке и уходе из политики.

## СвДП ГДР
25 ноября 1989 года дипломированный инженер Ральф Кох из Восточного Берлина, после разговора с Вольфгангом Млечковски, членом СвДП в Западном Берлине, напечатал и распространил 5000 листовок с призывом создать СвДП ГДР как альтернативу существовавшей в Восточной Германии Либерально-демократической партии Германии (ЛДПГ). Регулярные встречи заинтересованных граждан проходили в служебных помещениях спортивного клуба BSG Unit Friesen на Мари-Кюри-Аллее в Лихтенберге. 20 декабря 1989 года Кох и Вернер Виманн обнародовали программу новой партии. 28 декабря 1989 года Кох подал заявление о регистрации и создании партии в Министерство внутренних дел ГДР. 5 января 1990 года Bild и Berliner Tagesspiegel сообщили о Кохе и партии, которую он собирался основать.
18 января 1990 года Кох разослал приглашения на учредительную конференцию партии 4 февраля в HO-Gaststätte Kreiskulturhaus „Peter Edel“ (большой конференц-зал, Klement-Gottwald-Allee 125, 1120 Берлин/Вайсензе). 27 января Коха пригласили на подготовительную встречу в Доме учителя в Берлин-Митте. Противники Коха использовали эту встречу, чтобы дискредитировать его, хотя никаких свидетельств о его связи со Штази так и не было представлено, и избрать временным председателем члена ЛДПГ Бруно Менцеля из Дессау. Позже Кох был избран председателем партийной организации Восточного Берлина.
Датой официального основания СвДП ГДР стало 4 февраля 1990 года; председателем новой партии стал Бруно Менцель. Однако численность партии была очень мала. Собственные структуры вряд ли могли быть созданы. Даже западногерманская СвДП уделяла больше внимания ЛДПГ, насчитывавшей более 100 000 членов. 12 февраля 1990 года СвДП ГДР в преддверии первых свободных выборов в Народную палату ГДР вступила в коалицию Союз свободных демократов (BFD), выступавшую за быстрое введение социальной рыночной экономики и немедленное воссоединение Германии. На выборах 18 марта 1990 года BFD набрал 5,3 % голосов, завоевав 21 место в Народной палате.
Затем партии-члены БФД приняли участие в последнем правительстве ГДР под руководством Лотара де Мезьера. 11 августа 1990 года на внеочередной федеральной партийной конференции СвДП ГДР, Партия немецкого форума и партия Союз Свободных демократов (созданная в результате слияния ЛДПГ и НДПГ) объединились с западногерманской СвДП, чтобы сформировать общегерманскую Свободную демократическую партию.

## Лидеры
| Лидер | Лидер              | Дата вступления в должность | Дата снятия с должности |
| ----- | ------------------ | --------------------------- | ----------------------- |
| 1     | Теодор Хойс        | 1948                        | 1949                    |
| 2     | Франц Блюхер       | 1949                        | 7 марта 1954            |
| 3     | Томас Делер        | 7 марта 1954                | 24 января 1957          |
| 4     | Райнхольд Майер    | 24 января 1957              | 29 января 1960          |
| 5     | Эрих Менде         | 29 января 1960              | 29 января 1968          |
| 6     | Вальтер Шеель      | 29 января 1968              | 1 октября 1974          |
| 7     | Ганс-Дитрих Геншер | 1 октября 1974              | 23 февраля 1985         |
| 8     | Мартин Бангеман    | 23 февраля 1985             | 9 октября 1988          |
| 9     | Отто Ламбсдорф     | 9 октября 1988              | 11 июня 1993            |
| 10    | Клаус Кинкель      | 11 июня 1993                | 10 июня 1995            |
| 11    | Вольфганг Герхарт  | 10 июня 1995                | 4 мая 2001              |
| 12    | Гидо Вестервелле   | 4 мая 2001                  | 13 мая 2011             |
| 13    | Филипп Рёслер      | 13 мая 2011                 | 7 декабря 2013          |
| 14    | Кристиан Линднер   | 7 декабря 2013              | 24 февраля 2024         |

## Генеральные секретари
- Карл-Геман Флах[нем.] (1971—1973)
- Мартин Бангеман (1974—1975)
- Гюнтер Ферхойген (1978—1982)
- Ирмгард Швецер (1982—1984)
- Гельмут Хаусман (1984—1988)
- Корнелия Шмальц-Якобсен[нем.] (1988—1991)
- Уве Люр[нем.] (1991—1993)
- Вернер Хойер (1993—1994)
- Гидо Вестервелле (1994—2001)
- Корнелия Пипер[нем.] (2001—2005)
- Дирк Нибель (2005—2009)
- Кристиан Линднер (2013)
- Патрик Дёринг[нем.] (2012—2013)
- Никола Беер[нем.] (2013—2019)
- Линда Тойтберг[нем.] (2019—2020)
- Фолькер Виссинг (2020—2022)
- Бижан Джир-Сарай[нем.] (с 2022)

## Результаты на выборах

### Количество депутатов от СвДП
|  |

### Количество поданных голосов
|  |

| Поддержка партии на федеральных выборах 2017 года по землям: пропорциональное голосование |
| ----------------------------------------------------------------------------------------- |
|                                                                                           |

## Организационная структура
Свободная демократическая партия состоит из земельных ассоциаций (landesverband), земельные ассоциации из районных ассоциаций (kreisverband), районные ассоциации из местных ассоциаций (ortsverband), крупные ассоциации могут делиться на ассоциации частей места (ortsteilverband).
Высший орган — Федеральный съезд (Bundesparteitag), между федеральными съездами — Федеральное правление (Bundesvorstand), высшее должностное лицо — Федеральный председатель (Bundesvorsitzender), прочие должностные лица — заместители федерального председателя (stellvertretender Bundesvorsitzender), Федеральный генеральный секретарь (Bundesgeneralsekretaer), Федеральный директор (Bundesgeschaeftsfuehrer), Федеральный казначей (Bundesschatzmeister) и Федеральный контролёр счетов (Bundesrechnungspruefer), высший контрольный орган — Федеральный арбитражный суд (Bundesschiedsgericht).
Земельные ассоциации
Земельные ассоциации соответствуют землям. Крупные земельные ассоциации могли состоять из окружных ассоциаций (bezirksverband).
Высший орган земельной ассоциации — земельный съезд (landesparteitag), между земельными съездами — земельный комитет (landesausschuss), между земельными комитетами — земельное правление (landesvorstand), высшее должностное лицо земельной ассоциации — земельный председатель (landesvorsitzender), прочие должностные лица земельной ассоциации — заместители земельного председателя (stellvertretender landesvorsitzender), земельный генеральный секретарь (landesgeneralsekretaer), земельный директор (landesgeschaeftsfuehrer), земельный казначей (landesschatzmeister), земельный контролёр счетов (landesrechnungspruefer), контрольный орган земельной ассоциации — земельный арбитражный суд (landesschiedsgericht).
Районные ассоциации
Районные ассоциации соответствуют районам, внерайонным городам и округам земель Берлин и Гамбург.
Высший орган районной ассоциации — районный съезд (kreisparteitag), между районными съездами — районный комитет (kreisausschuss), между районными комитетами — районное правление (kreisvorstand), высшее должностное лицо районной ассоциации — районный председатель (kreisvorsitzender), должностные лица районной ассоциации — заместители районного председателя (stellvertretender kreisvorsitzender), районный секретарь (kreisschriftführer), районный казначей (kreisschatzmeister) и районный контролёр счетов (kreisrechnungspruefer), контрольный орган районной ассоциации — районный арбитражный суд (kreisschiedsgericht) (существуют только в многочисленных районных ассоциациях).
Местные ассоциации
Местным ассоциации соответствуют городам, общинам, городским округам и местным кварталам земель Берлин и Гамбург.
Высшие органы местной ассоциации — местное общее собрание (ortsmitgliederversammlung) (в очень больших местных ассоциациях — местные съезд (ortsparteitag)), между общими собраниями — местное правление (ortsvorstand), высшее должностное лицо местной ассоциации — местный председатель (ortsvorsitzender), прочие должностные лица местной ассоциации — заместители местного председателя (stellvertretender ortsvorsitzender), местный секретарь (ortsschriftführer), местный казначей (ortsschatzmeister), местный контролёр счетов (ortsrechnungspruefer).
Ассоциации частей мест
Ассоциации частей мест соответствуют городским кварталам и деревням.
Высший орган ассоциации части места — общее собрание части места (ortsteilmitgliederversammlung), между общими собраниями — правление части места (ortsteilvorstand), высшее должностное лицо — председатель части места (ortsteilvorsitzender), прочие должностные лица ассоциации части места — заместители председателя части места (stellvertretender ortsteilvorsitzender), секретарь части места (ortsteilschriftführer), казначей части места (ortsteilschatzmeister) и контролёр счетов части места (ortsteilrechnungspruefer).
Издания
Официальная газета — «ELDE».

### Объединения
- Федеральное объединение либеральных женщин (Bundesvereinigung «Liberale Frauen»), до 1990 года — система женских комитетов
- Федеральное объединение местных политиков (Bundesvereinigung Liberaler Kommunalpolitiker, VLK)
- Федеральное объединение среднего класса (Bundesvereinigung Liberaler Mittelstand)
- Объединение либеральных врачей (Vereinigung Liberaler Ärzte, VLÄ)
- Объединение либеральных юристов (Vereinigung Liberaler Juristen, VLJ)
- Объединение либеральных гумманитариев (Vereinigung liberaler Bildungseinrichtungen)
- Либеральное немецко-турецкое объединение (Liberale Türkisch-Deutsche Vereinigung, LTD)
- Объединение либеральных академиков (Verband Liberaler Akademiker, VLA)
- Либеральные рабочие (Liberale Arbeitnehmer, LAN)
- Либеральные христиане (Liberale Christen)
- Либеральные пенсионеры (Liberale Senioren, LS)
- Либеральные гомосексуалисты и лесбиянки (Liberale Schwulen und Lesben, LiSL)
- Молодые либералы (Junge Liberale, JuLis)
- «Либеральные студенты» (Liberale Schüler, LS)
- Федеральная ассоциация либеральных студенческих групп (Bundesverband Liberaler Hochschulgruppen, LHG)
- Группы либеральных ремесленников (Gruppe Liberaler Handwerker)

Организационная структура объединений
Большинство объединений состоят из земельных ассоциаций, крупные земельные (у Молодых либералов — все) ассоциации из районных ассоциаций, крупные районные ассоциации Объединения молодых либералов могут делится на местные ассоциации. Кроме того Федеральная ассоциациями либеральных студенческих групп могут иметь учебные группы (hochschulgruppe), а «Либеральные рабочие» могут иметь производственные группы (betriebsgruppe).
Высший орган объединения — федеральный съезд (bundeskongress), между федеральными конгрессами — федеральное правление, высшее должностное лицо объединения — федеральный председатель, прочие должностные лица объединения — заместители федерального председателя, федеральный директор, федеральный казначей и федеральный контролёр кассы (bundeskassenpruefer), в Объединении молодых либералов существует также федеральный арбитражный суд.
Земельные ассоциации объединений
Высший орган земельной ассоциации объединения — земельное общее собрание (landesmitgliderversammlung) в крупных земельных ассоциациях — земельный съезд (landeskongress), между земельными съездами — земельное правление, высшее должностное лицо земельной ассоциации объединения — земельный председатель, прочие должностные лица земельной ассоциации объединения — заместители земельного председателя, земельный директор, земельный казначей и земельный контролёр кассы (landeskassenpruefer), в земельных ассоциациях Объединения молодых либералов земельные арбитражные суды.
Районные ассоциации объединений
Высший орган районной ассоциации объединения — районное общее собрание (kreismitgliderversammlung), крупных районных ассоциаций Молодых либералов — районный съезд (kreiskongress), между районными съездами — районное правление, высшее должностное лицо районной ассоциации объединения — районный председатель, прочие должностные лица районной ассоциации объединения — заместители районного председателя, районный казначей и районный контролёр кассы (kreiskassenpruefer).
Местные ассоциации объединений
Высший орган местной ассоциации объединения — местное общее собрание, между общими собраниями — местное правление, высшее должностное лицо местной ассоциации объединения — местный председатель, прочие должностные лица местной ассоциации объединения — заместители местного председателя, местный казначей и местный контролёр кассы (ortskassenpruefer).
Учебные группы
Учебные группы могут создаваться в университетах, высших школах и специальных школах в которых есть достаточное количество учащихся-членов СвДП или учащихся членов Объединения молодых либералов.
Высший орган учебной группы — общее собрание, между общими собраниями — правление учебной группы (hochschulgruppenvorstand), высшее должностное лицо учебной группы — председатель учебной группы (hochschulgruppenvorsitzender).
Производственные группы «Либеральных рабочих»
Производственные группы «Либеральных рабочих» могут создаваться на тех предприятиях и учреждениях в которых есть достаточное количество членов СвДП или членов Объединения либеральных рабочих.
Высший орган производственной группы — общее собрание, между общими собраниями — правление производственной группы (betriebsgruppenvorstand), высшее должностное лицо производственной группы — председатель производственной группы (betriebsgruppenvorsitzender).